# Gutskirche Schönfeld

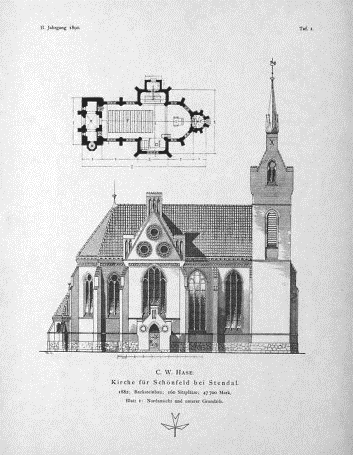
Entwurfszeichnung von C. W. Hase, 1882

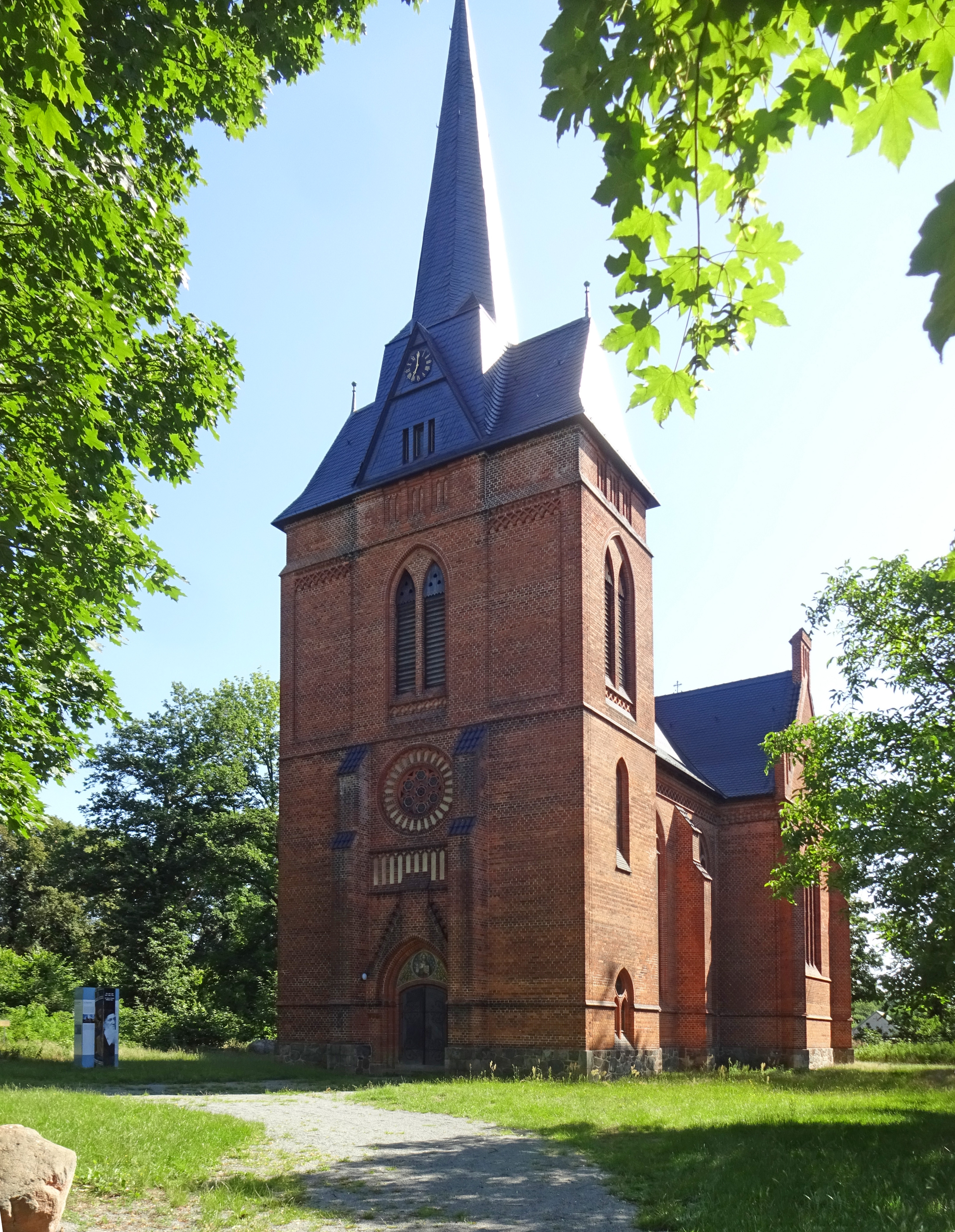
Blick von Südwesten

Die Gutskirche Schönfeld befindet sich in Schönfeld, einem Ortsteil der Stadt Bismark im Landkreis Stendal im Norden des Bundeslandes Sachsen-Anhalt. Die ehemalige Gutskirche ist ein Bauwerk des Architekten Conrad Wilhelm Hase, dem Begründer der „Hannoverschen Architekturschule“. Die neugotische Backsteinkirche wurde von 1883 bis 1885 (lt. Dehio 1882–1884) am Rande des Schönfelder Gutshofbereiches neben der mittelalterlichen Dorfkirche errichtet. Stifter der Kirche waren die damaligen Gutsbesitzer, Elisabeth und Otto von Rundstedt.

## Geschichte
C. W. Hase baute die Gutskirche in Schönfeld in Anlehnung an seinen aus dem Jahr 1882 stammenden Entwurf. Während der Bauarbeiten war der Architekt Eduard Wendebourg aus Hannover als sein ständiger Vertreter vor Ort. Ein weiterer prominenter Künstler, der an der Schönfelder Gutskirche gewirkt hat, war der Maler  Hermann Schaper aus Hannover, der die Wandmalerei im Achsfeld des Chorpolygons ausführte. Die Gutskirche der Familie von Rundstedt diente seit ihrer Einweihung am 23. September 1885 91 Jahre lang als Gemeindekirche des Dorfes. Nach der Enteignung während der Bodenreform 1945 gelangte das Gebäude in den Besitz des „Volksgutes Schönfeld“ und wurde schließlich 1952 der Kirchengemeinde übergeben. Da diese bereits die mittelalterliche Feldsteinkirche in unmittelbarer Nachbarschaft besaß, gab sie die Gutskirche 1976 aus finanziellen Erwägungen auf und bot sie später, bisher vergeblich, zum Kauf an. Seitdem war die Gutskirche dem Verfall preisgegeben und musste baupolizeilich gesperrt werden.
Während die Kirchengemeinde 2010 den Abriss beschloss, gründete sich im selben Jahr der Verein „Freunde der Gutskirche Schönfeld“, der sich zum Ziel gesetzt hat, das Gebäude zu sanieren und dauerhaft zu erhalten. Durch einen Artikel in der Zeitschrift Monumente der Deutschen Stiftung Denkmalschutz aufmerksam geworden, stiftete die Kirchengemeinde der Christuskirche in Hannover 2012 sieben Kirchenbänke aus dem ebenfalls von Conrad Wilhelm Hase entworfenen hannoverschen Kirchbau.

## Baubeschreibung
Die neugotische Backsteinsaalkirche mit kreuzförmigem Grundriss besteht aus einem breiten, 42 m hohen Westquerturm, Lang- und Querhaus sowie einem polygonalen Chor mit Fünfachtelschluss. Über dem Haupteingang befinden sich ein Mosaik mit segnendem Christus und eine Fensterrose. Die Form dieser Fensterrose wurde auf die beiden des Nord- und Südquerhausgiebels übertragen. Damit wich C. W. Hase von seinem ursprünglichen Fassadenentwurf ab, der jeweils eine Dreiergruppe von anders gestalteten Kreisrosetten an den Giebelflächen vorsah. Der Turm ist in das kreuzrippengewölbte Erdgeschoss (die Vorhalle), das zum Schiff hin geöffnete Orgelemporengeschoss und das Glockengeschoss mit Turmspitze gegliedert. Das Kirchenschiff besteht aus zwei Rechteckjochen mit Kreuzrippengewölbe.
Von der bis Ende der 1990er Jahre noch gut erhaltenen Originalausstattung, die weitgehend auch von C. W. Hase entworfen wurde, sind einige Stücke bis heute in der Kirche verblieben. Das sind Überreste des durch Vandalismus zerstörten Altars, seinerzeit geschaffen von Holzbildhauer Gustav Kuntzsch aus Wernigerode, der schmiedeeiserne Radleuchter, die Kanzel und die vollmechanische Orgel. Einige Teile des Mobiliars sind in der alten Kirche in Benutzung, andere sind verkauft, zerstört oder gestohlen worden. Kurz vor Ende des Ersten Weltkrieges wurden zwei der drei von den Brüdern der Elisabeth von Rundstedt gestifteten Glocken auf dem Kirchturm zerschlagen und abtransportiert.